# Foix (stad)
Foix is een gemeente in het Franse departement Ariège (regio Occitanie), waarvan het de hoofdstad (prefectuur) is, en telde op 1 januari 2022 9.731 inwoners. De plaats maakt deel uit van het arrondissement Foix. In de gemeente ligt spoorwegstation Foix.

## Geschiedenis

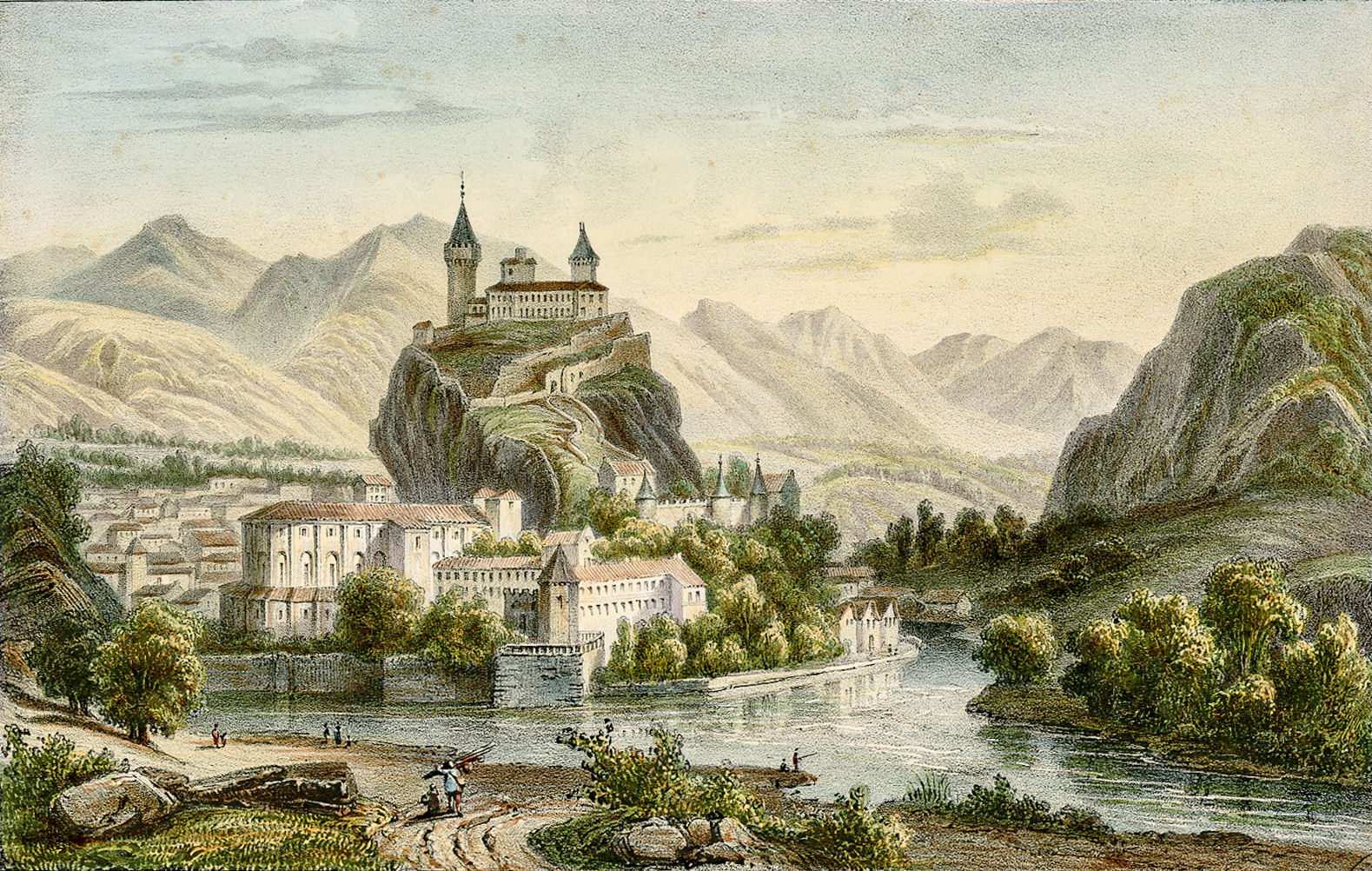
Gravure van Foix, met de Pyreneeën op de achtergrond

Al in de Romeinse tijd was er een fort op een zestig meter hoge rots boven de samenloop van de rivieren Arget en Ariège. De naam Foix is hiervan afgeleid: Foueich (fourche in het Frans, vork).
In 849 werd de abdij Saint-Volusien gesticht en in de 10e eeuw kwam op de rots het kasteel van de heren en, vanaf het begin van de 11e eeuw, de graven van Foix. Dit eerste kasteel bestond uit een enkele toren en een vestingmuur. Rond deze twee polen ontwikkelde zich de stad Foix. Vanaf de 13e eeuw heersten de graven van Foix ook over Béarn en vestigden zich daar. Als hoofdstad van het graafschap kende de stad haar economische bloeitijd in de 14e eeuw. De abdij Saint-Volusien en de stad leden schade tijdens de Hugenotenoorlogen toen de stad eerst in handen kwam van de protestanten en daarna van de katholieken. Ook nadat het graafschap Foix in 1607 was opgegaan in Frankrijk bleef Foix de administratieve hoofdstad van een zelfstandige Franse provincie, het Pays de Foix, dat ongeveer overeenkwam met het departement van de Ariège. De gouverneurs van het Pays de Foix zetelden in de stad.
Ook na de Franse Revolutie behield Foix zijn functie als administratief centrum en werd het de prefectuur van het departement Ariège.

## Sport
Foix was 7 keer etappeplaats in de wielerkoers Tour de France. Er startte 2 keer een etappe en 5 keer was Foix aankomstplaats. De winnaars in Foix waren in 2008 de Noor Kurt-Asle Arvesen, in 2012 de Spanjaard Luis León Sánchez en in 2017 de Fransman Warren Barguil. In 2019 lag de eindstreep niet in het stadscentrum, maar won de Brit Simon Yates er na de beklimming van de Prat d'Albis. In 2022 won de Canadees Hugo Houle er een etappe.

## Geografie
De oppervlakte van Foix bedroeg op 1 januari 2022 19,32 vierkante kilometer; de bevolkingsdichtheid was toen 503,7 inwoners per km².
Foix ligt aan de samenloop van de Arget en de Ariège, tussen de bergen. Ook de Alses mondt er uit in de Ariège. Rond de stad liggen de Prat d'Albis (1200 m), Terrasses du Pech (850 m) en de Saint-Sauveur (700 m).
De onderstaande kaart toont de ligging van Foix met de belangrijkste infrastructuur en aangrenzende gemeenten.

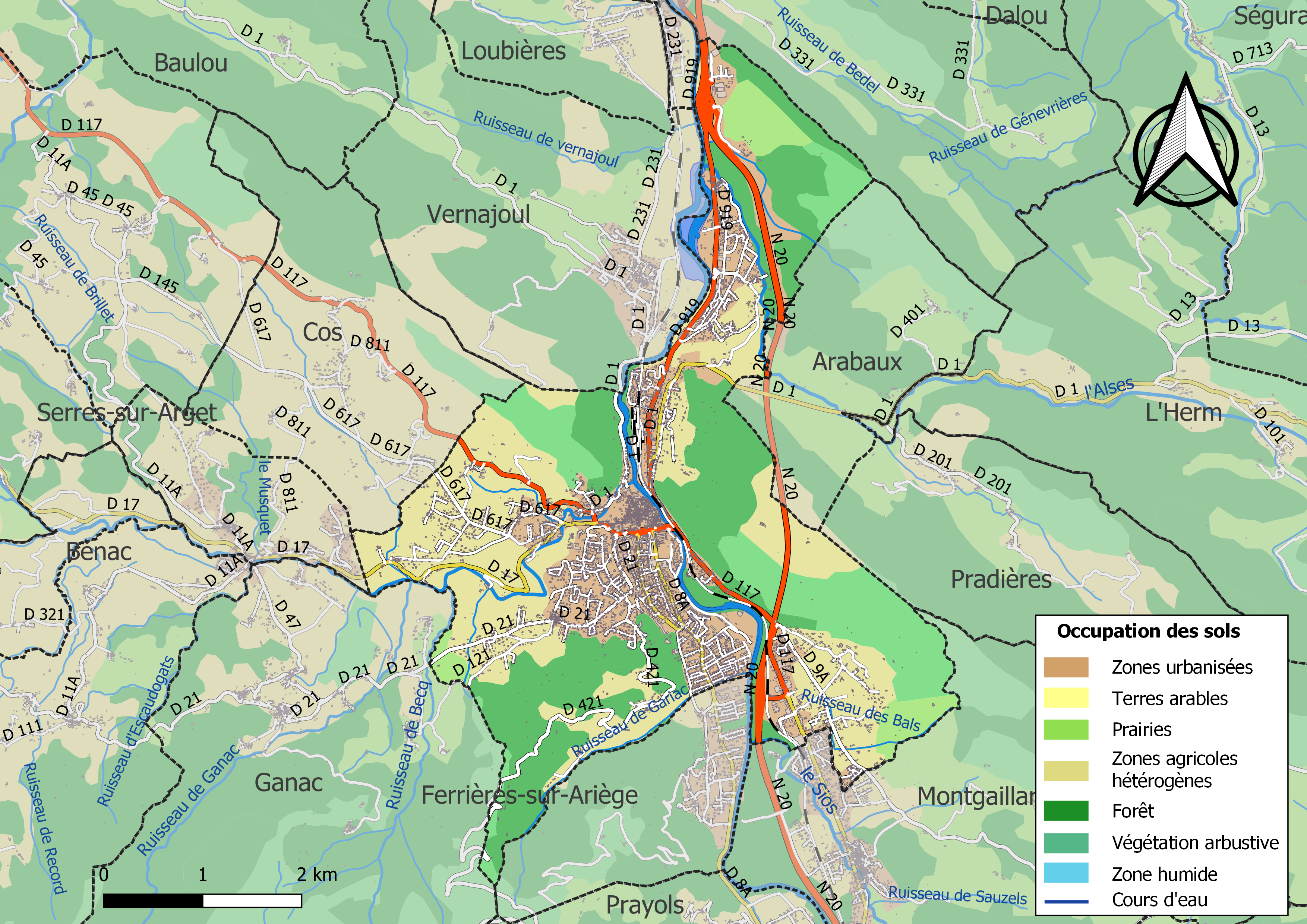

## Demografie
Onderstaande figuur toont het verloop van het inwonertal (bron: INSEE-tellingen).

Vanwege een beveiligingsprobleem met de MediaWiki Graph-software is het momenteel niet mogelijk deze grafiek weer te geven. Zodra de software is bijgewerkt zal de grafiek vanzelf weer zichtbaar worden.

## Bezienswaardigheden
- Kerk Saint-Volusien. De 12e-eeuwse voormalige abdijkerk werd gebouwd in gotische stijl en valt op door haar breed schip en het grote koor met negen zijkapellen. De kerk bevat nog resten van de eerdere romaanse kerk. De Saint-Volusien werd in 1964 beschermd als historisch monument.[5]
- Kasteel van Foix. Tot de 12e eeuw kende het kasteel een enkele toren. Toen werden een tweede toren en een gebouw tussen beide torens gebouwd. In de 15e eeuw werd een derde, ronde toren gebouwd. Het kasteel deed dan al niet meer dienst als residentie maar huisvestte sinds de 14e eeuw een garnizoen. In de 18e eeuw werd het kasteel een kazerne en daarna een gevangenis. In de 19e eeuw werd het kasteel beschermd als historisch monument en restaureerde Paul Boeswildwald het kasteel naar zijn middeleeuwse uiterlijk. Latere toevoegingen werden gesloopt. In de jaren 1950 werd het Musée départemental de l’Ariège gevestigd in het kasteel.[6]

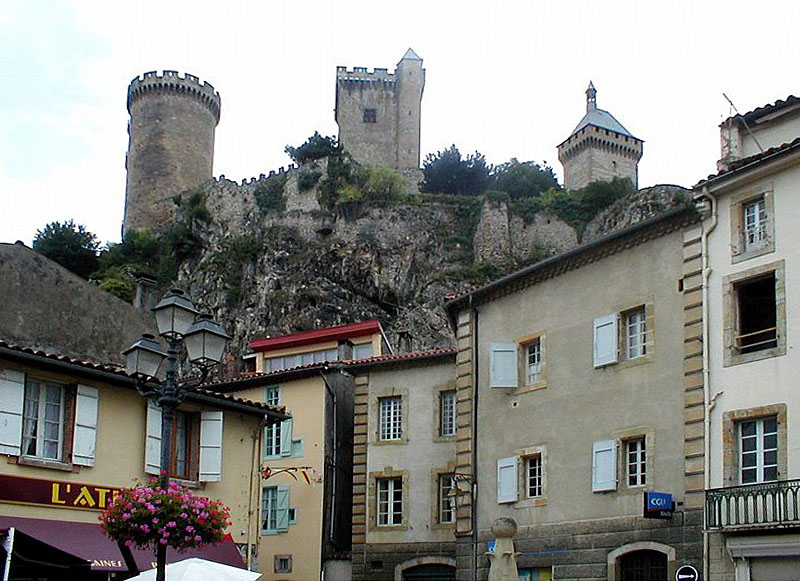
Kasteel van Foix
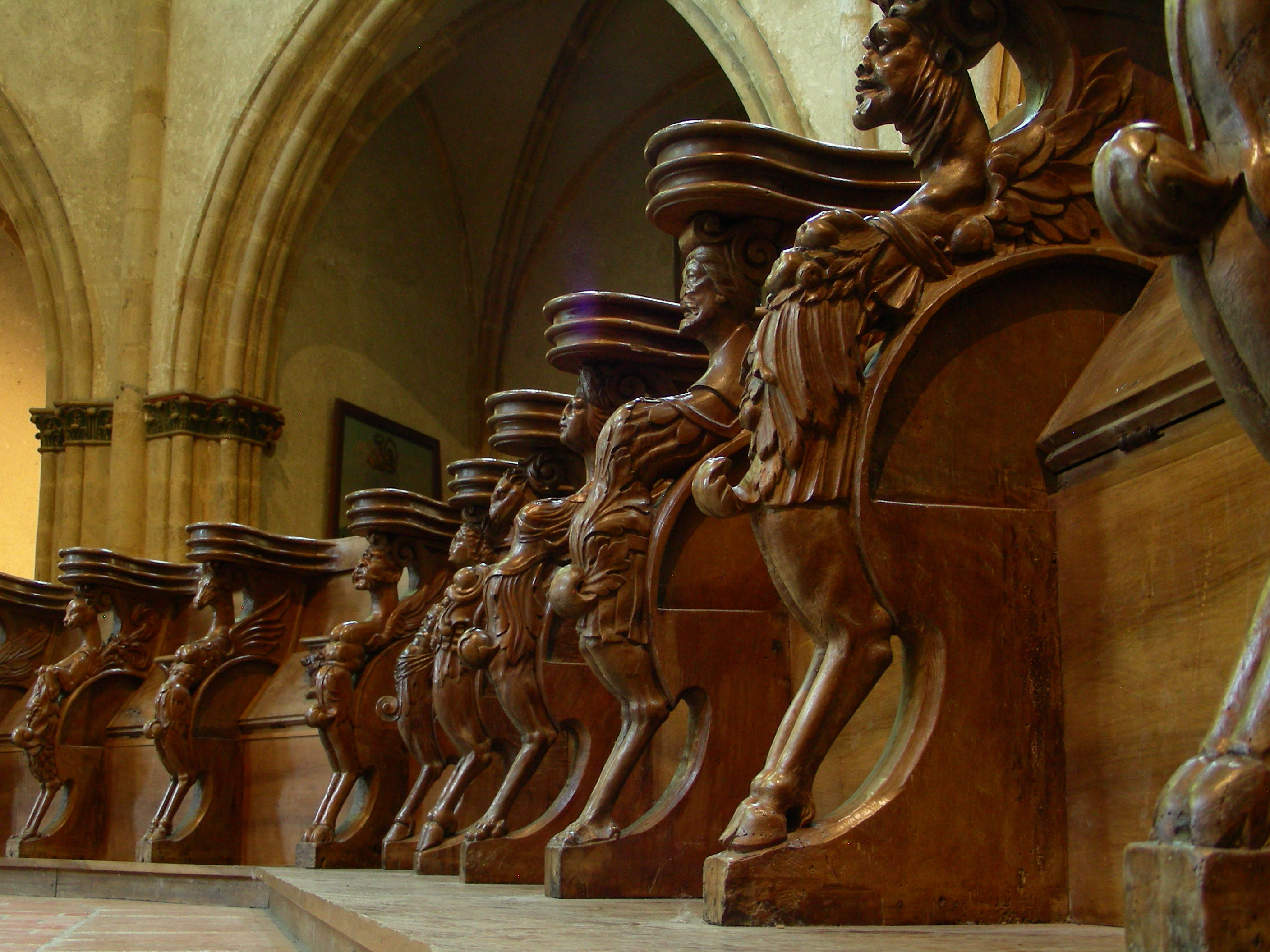
Gebeeldhouwde houten koorbanken in de Saint-Volusien
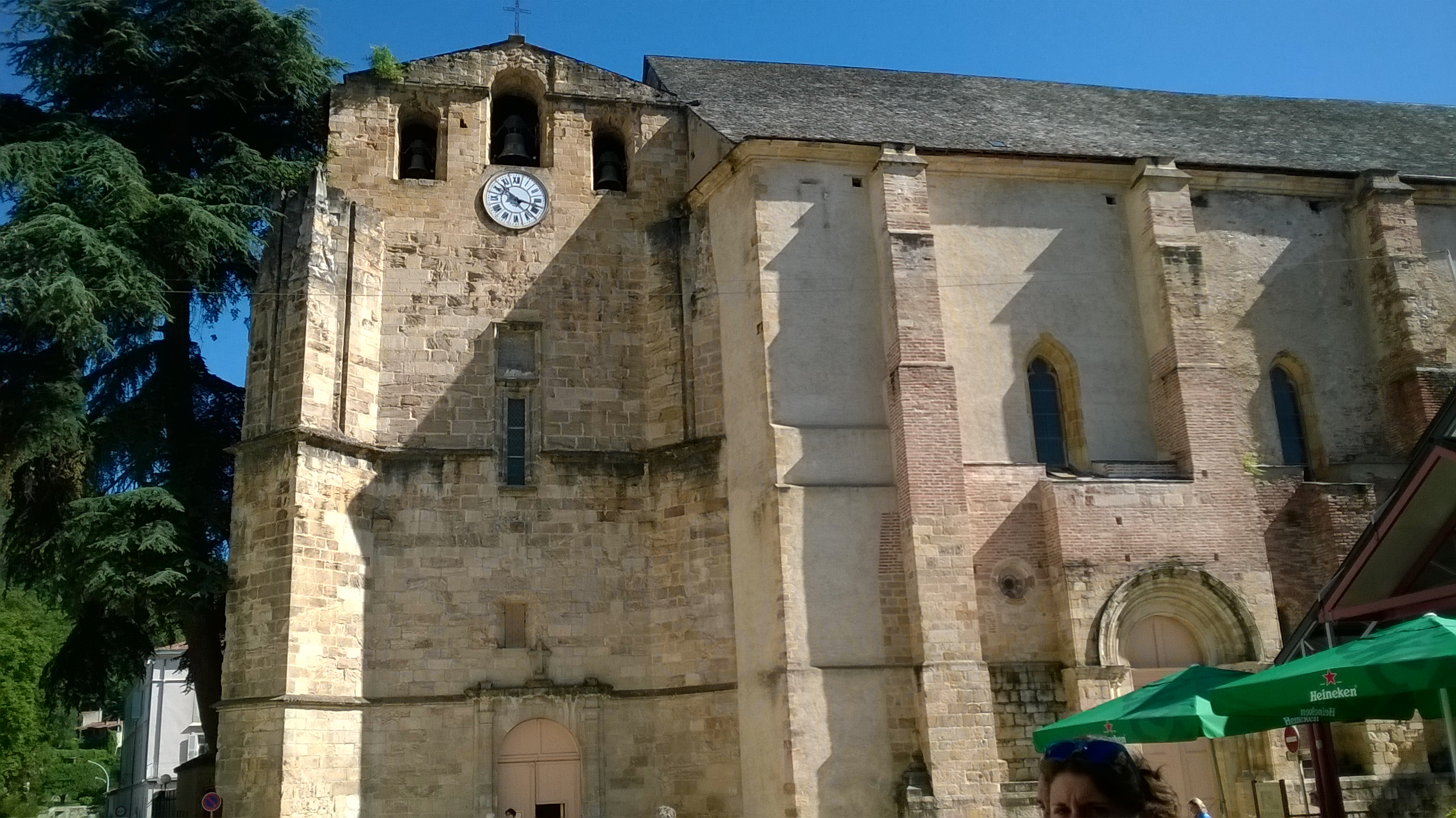
Abdij van Saint-Volusien
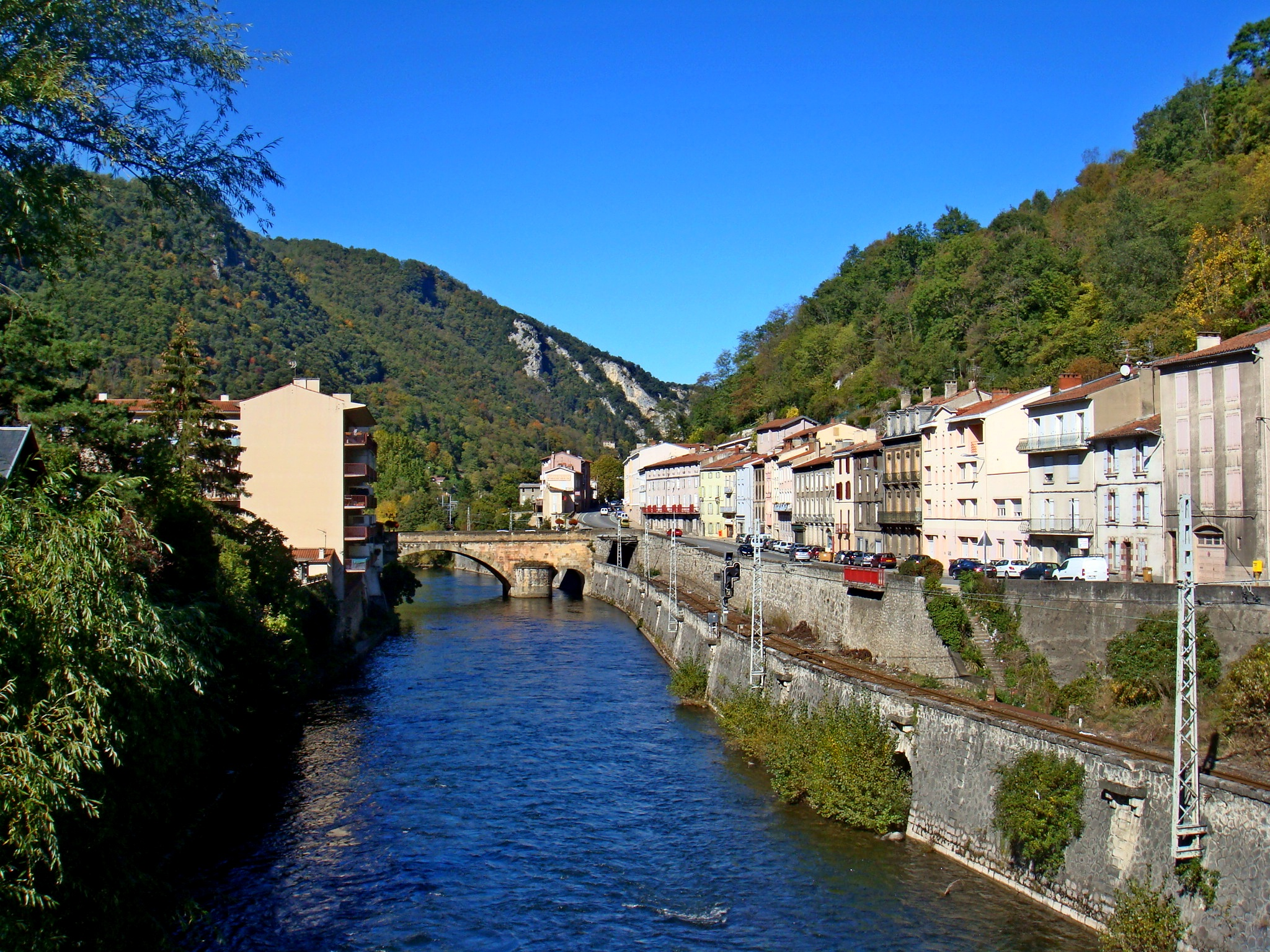
De Ariège
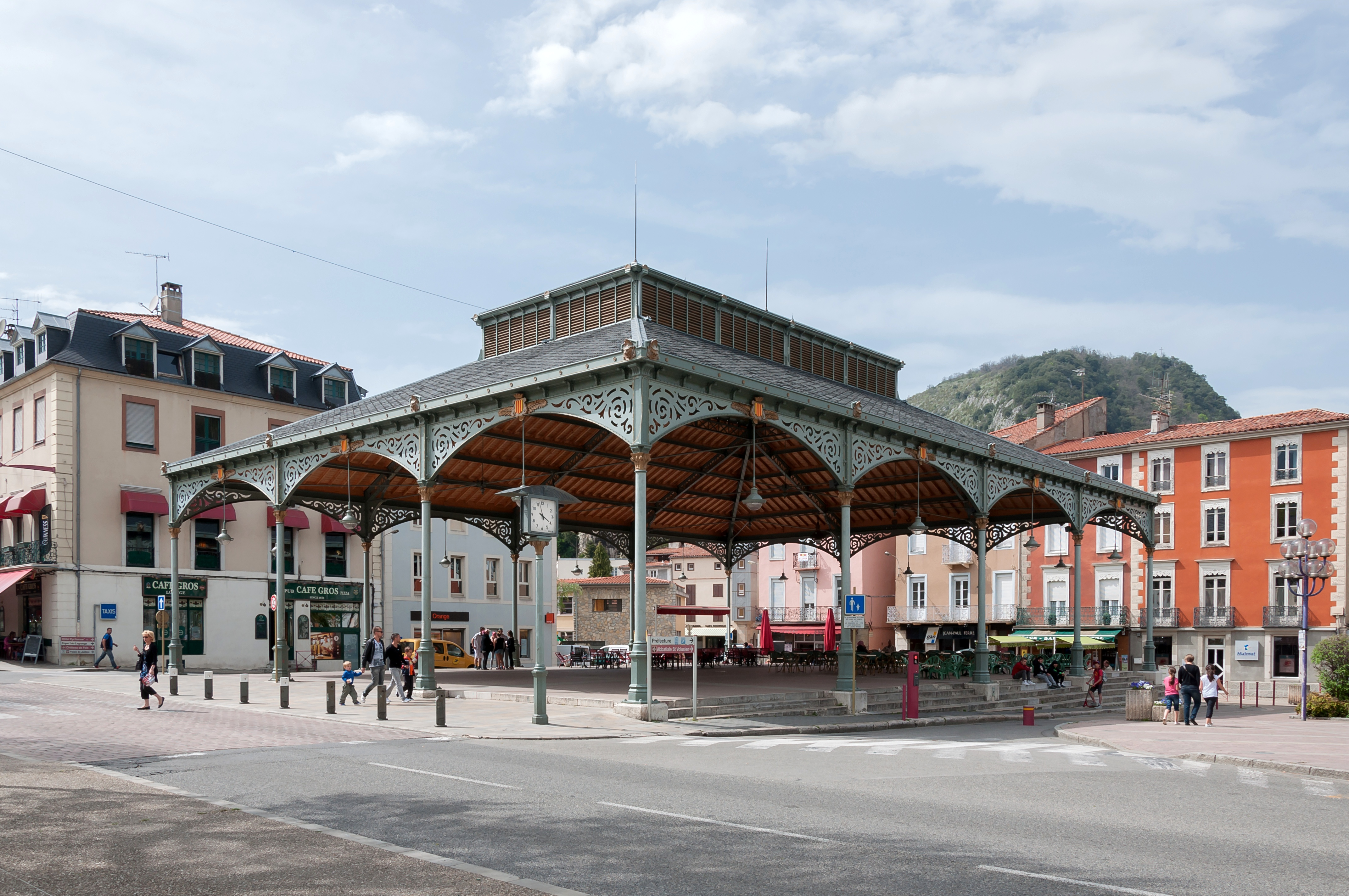
Halle aux grains
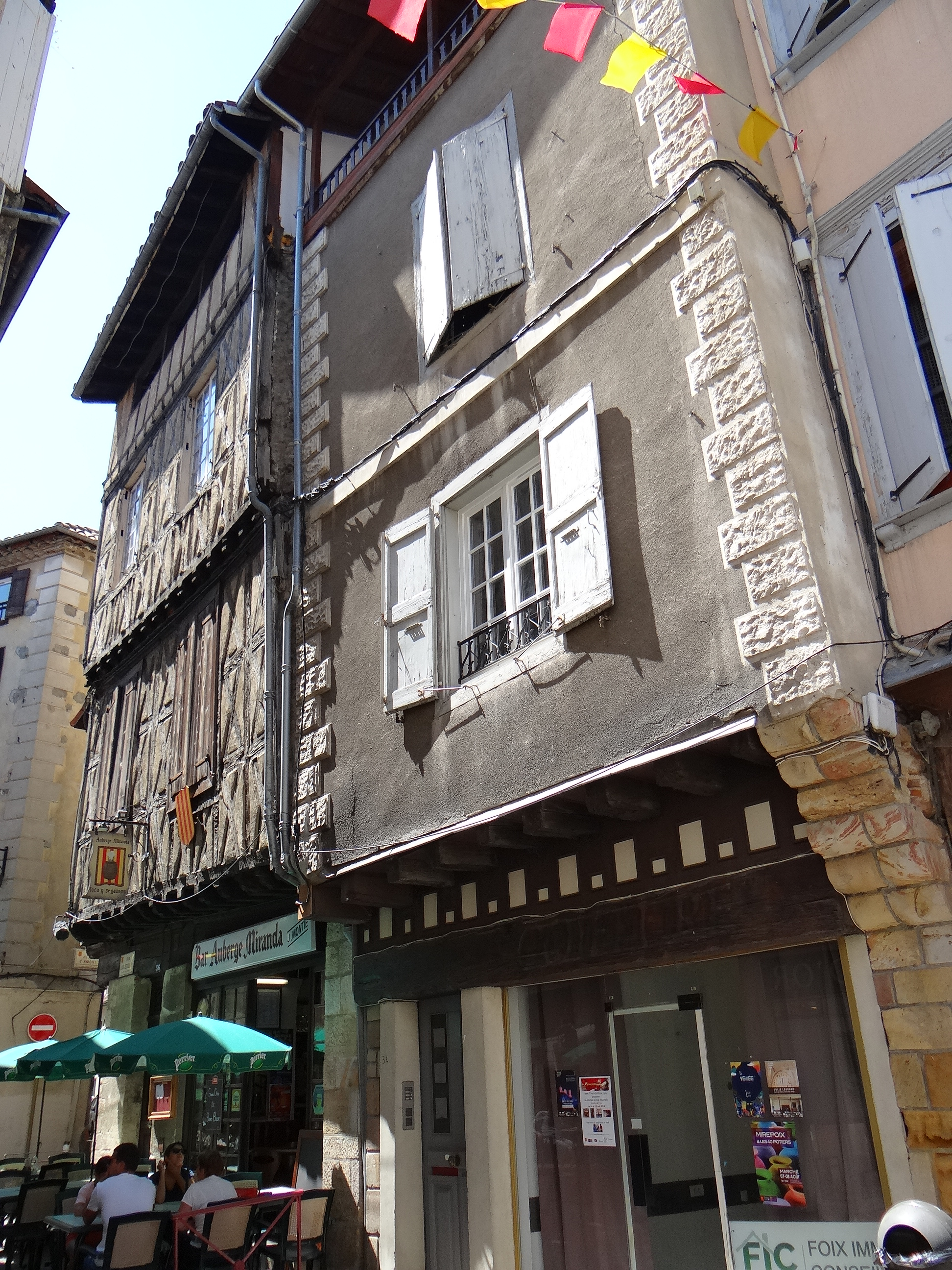
Vakwerkhuizen in de rue Labistour
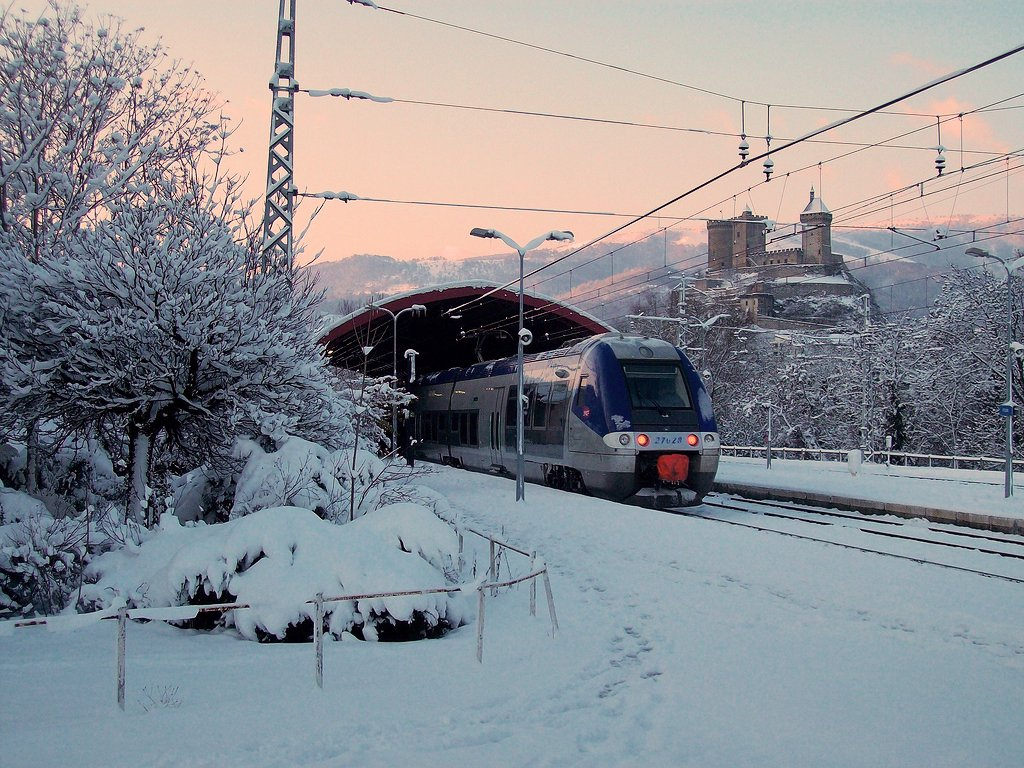
Station

## Partnersteden
- Lleida (Spanje), sinds 1962

## Geboren in Foix
- Charles de Freycinet (1828-1923), politicus
- Christian d'Orgeix (1927-2017), schilder en beeldhouwer
- Éric Carrière (1973), voetballer